# Axel Esbensen
Axel Esbensen, född 1878 i Danmark, död 1 januari 1923 i Stockholm, var en dansk scenograf och manusförfattare. 
Esbensen, som var son till en grosshandlare i Köpenhamn, anställdes enligt egen uppgift som försäljningsbiträde vid Nordiska Kompaniet i Stockholm 1907 och 15 april 1909 som tolk där i tyska, engelska och franska. Han slutade sin anställning på egen begäran 30 november 1915. Genom Mauritz Stiller, som tillhörde samma homosexuella krets i Stockholm, fick han 1916 anställning som scenograf på Svenska Biografteatern på Lidingö. År 1916 deltog han i sammanlagt 19 inspelningar, Svenska Bios samlade produktion det året. Det nära samarbetet med Stiller fick ett tragiskt slut, efter att de båda råkat in i en häftig dispyt på SF-chefens traditionella nyårsaftonsmiddag 1922. När Esbensen kom hem till sin enkla våning tog han livet av sig med en överdos sömnmedel.  

## Filmmanus
- 1916 – Vingarne